# Jernej Župančič Regent
Jernej Župančič Regent, kajakaški trener in nekdanji slovenski kajakaš na mirnih vodah, pionir kajaka na mirnih vodah v Sloveniji. * 18. maj 1980, Koper.
Leta 2012 je končal tekmovalno kariero in se posvetil sistematičnemu delu na področju vzgoje in treniranja mladih kajakašev na mirnih vodah. Živi in dela na Mostu na Soči. Leta 2015 je izdal Priročnik za trenerje kajaka na mirnih vodah, ki je zaenkrat edino tovrstno in tako obsežno delo s področja kajakaštva na Slovenskem.
Kot kajakaš je Župančič Regent je veslal za klub KKK Žusterna in KK Soške Elektrarne, kakor tudi za Slovensko reprezentanco. Najboljše uvrstitve v dvajsetletni tekmovalni karieri  - 15. mesto na OI v Atenah 2004, 15 mesto na OI v Pekingu 2008, 8. mesto na SP v Duisburgu 2007, 6. mesto na EP v Račicah 2006, 6. mesto na EP v Poznanu 2005, 3. mesto na sredozemskih igrah v Almerii 2005, 2. mesto na univerzijadi v Bariju 2002 - vse v kategoriji K1, na razdalji 1000 m.
Njegov prvi mednarodni uspeh je bilo peto mesto na evropskem mladinskem prvenstvu leta 1998. Takrat je veslal v izposojenem čolnu, saj Slovenija ni premogla primernega kajaka za tako veliko tekmo. Leto kasneje je na svojem prvem članskem svetovnem prvenstvu za eno mesto zgrešil uvrstitev na olimpijado v Sydneyju, za odhod na tisto SP pa si je moral oče izposoditi avto, saj kajakaška zveza ni imela primerne rešitve.
Jernej Župančič Regent je pravnuk pesnika Otona Župančiča, njegov oče je arheolog Matej Župančič.